# Siekierczyn (Polska)
Siekierczyn (niem. Geibsdorf) – wieś w Polsce położona w województwie dolnośląskim, w powiecie lubańskim, w gminie Siekierczyn, około 20 km od granicy niemiecko-polskiej w Zgorzelcu oraz około 30 km od granicy polsko-czeskiej w Miłoszowie.

## Położenie
Siekierczyn to bardzo duża wieś o długości około 4,5 km, leżąca na Pogórzu Izerskim, na Wysoczyźnie Siekierczyńskiej, nad górnym biegiem Siekierki, na wysokości około 240–280 m n.p.m.

## Podział administracyjny
W latach 1975–1998 miejscowość administracyjnie należała do województwa jeleniogórskiego. Miejscowość jest siedzibą gminy Siekierczyn.

## Demografia
Według Narodowego Spisu Powszechnego (III 2001 r.) liczył 1835 mieszkańców. Jest największą miejscowością gminy Siekierczyn.

## Mikroklimat
Cechą charakterystyczną jest jej specyficzny mikroklimat (głównie dzięki bardzo dużej liczbie jezior, np. Formoza oraz sztucznych zbiorników wodnych).

## Zabytki
Do wojewódzkiego rejestru zabytków wpisane są obiekty:
- kościół ewangelicki, obecnie rzymskokatolicki pw. św. Antoniego Padewskiego, z lat 1798-1800, po 1945 r.
- dom nr 5 (dawniej 86), z XVIII w.